# Ixora eriantha
Ixora eriantha är en måreväxtart som beskrevs av Asa Gray. Ixora eriantha ingår i släktet Ixora och familjen måreväxter. Inga underarter finns listade i Catalogue of Life.